# Stefan Rupniewski (zm. 1816)
Stefan Rupniewski herbu Szreniawa (zm. 26 lutego 1816 roku) – kanonik krakowskiej kapituły katedralnej, w kapitule od 1794 roku, proboszcz w Gnojnie i Biedzinach, komisarz klasztoru norbertanek w Busku.
Syn Ignacego i Rozalii Bidzińskiej.
Przystąpił do Konfederacji Generalnej Królestwa Polskiego w 1812 roku. 